# Vasil Iliev Security
Vasil Iliev Security, o VIS, fu un’organizzazione criminale bulgara. Fu fondata nei primi anni novanta da Vasil Illiev. La compagnia continuò ad operare dal 1994 sotto il nuovo nome di VIS-2.
Vasil Iliev fu poi assassinato il 25 aprile del 1995. Il nuovo capo del gruppo divenne il fratello Georgi Iliev, che fu poi a sua volta ucciso il 26 agosto 2005.